# Westhide
Westhide – wieś i civil parish w Anglii, w hrabstwie Herefordshire. W 2001 roku civil parish liczyła 79 mieszkańców. Westhide jest wspomniana w Domesday Book (1086) jako Hide.